# Turner (film)
Turner (Mr. Turner) è un film del 2014 diretto da Mike Leigh con protagonista Timothy Spall.
Il film, che evoca gli ultimi 25 anni di vita dell'eccentrico pittore britannico William Turner, è stato presentato in concorso alla 67ª edizione del Festival di Cannes, ricevendo il premio per la miglior interpretazione maschile, attribuito all'attore inglese Timothy Spall.

## Trama
William Turner è un artista riconosciuto che gira per l'Europa in cerca di ispirazione per i suoi quadri, benché abbia un carattere schivo, scorbutico e sia assai gretto nei modi. Quando rientra in Inghilterra, vive a casa con suo padre, che è anche il suo assistente, e con la sua devota governante. William pur non essendo sposato ha due figlie, che però tratta praticamente come estranee, anche per una forma di anaffettività che gli impedisce di esprimere certe emozioni nei rapporti con le persone. Alla morte di una delle sue figlie, fa le condoglianze alla sua ex compagna e all'altra figlia, ma in loro presenza non riesce a esternare la sua pena.
Profondamente colpito dalla morte del padre con cui aveva un particolare legame e che lo aiutava nell'acquisto e lavorazione dei colori per le opere, Turner continua a vivere con la sua storica e devota governante, una donna semplice e malata di scabbia, da cui è servito e amato, ma verso la quale non nutre alcun interesse o riguardo, usandola solo per soddisfare i suoi appetiti sessuali. Nel frattempo si lega a una vedova, Booth, che gestisce una pensione sul mare, nella cittadina marinara di Margate, e con la quale va a convivere nel quartiere londinese di Chelsea.
Intanto viaggia, dipinge, si intrattiene con l'aristocrazia terriera, frequenta i bordelli, è uno stimato ma anarchico membro della Royal Academy of the Arts, si fa legare all'albero maestro di una nave per poter dipingere una bufera di neve, ed è tanto celebrato quanto disprezzato, sia dal pubblico che dai reali.
Turner assiste agli impetuosi progressi tecnologici della sua epoca: rimane ammirato davanti agli spettacoli delle ferrovie e dei battelli a vapore che ritrarrà in alcuni dei suoi più potenti dipinti (Pioggia, vapore e velocità, La valorosa Téméraire): "il passato è passato, stiamo osservando il futuro: fumo, ferro, vapore!". È inizialmente amareggiato dall'invenzione del dagherrotipo che stampa ritratti al posto del dipinto, ma non esita a farsi ritrarre in fotografia, prima da solo e poi, insistendo, anche insieme alla sua compagna.
Negli ultimi anni della vita, Turner è sempre più osteggiato dalla critica che non apprezza lo stacco netto del pittore, nel ritrarre il paesaggio, con la scuola inglese di tradizione olandese. Turner ne è amareggiato, ma rifiuta perfino di vendere tutti i suoi quadri a un ricco acquirente americano che gli offre una cifra enorme, dichiarando che le sue opere ancora invendute saranno un lascito "alla nazione britannica" perché rimangano "esposte tutte insieme, in un luogo unico, visibili al pubblico, gratis". 
Sempre più malato per i suoi eccessi, viene curato dalla sua compagna, fino alla fine dei suoi giorni.

## Budget e incassi
Il budget del film è stato di circa 8,4 milioni di sterline. Distribuito in Gran Bretagna dal 31 ottobre 2014, al botteghino ha incassato 9.192.677 sterline.

## Distribuzione
Il film, proiettato in anteprima al Festival di Cannes 2014, è uscito nelle sale statunitensi il 19 dicembre 2014, mentre in quelle italiane il 29 gennaio 2015.

## Premi e riconoscimenti
- 2015 - Premio Oscar
  - Nomination Miglior fotografia a Dick Pope
  - Nomination Miglior scenografia a Suzie Davies
  - Nomination Migliori costumi a Jacqueline Durran
  - Nomination Miglior colonna sonora a Gary Yershon
- 2015 - British Academy Film Awards
  - Nomination Migliore fotografia a Dick Pope
  - Nomination Migliore scenografia a Suzie Davis 
  - Nomination Migliori costumi a Jacqueline Durran 
  - Nomination Miglior trucco e acconciatura a Christine Blundell
- 2014 - Festival di Cannes
  - Miglior interpretazione maschile per Timothy Spall
  - Nomination Palma d'oro a Mike Leigh
- 2014 - European Film Award
  - Migliore attore a Timothy Spall
- 2014 - New York Film Critics Circle Awards
  - Miglior attore protagonista a Timothy Spall